# Megüzenem a gyulai bírónak
A Megüzenem a gyulai bírónak vagy Megizenem a gyulai bírónak című, kevéssé ismert magyar népdalt Bartók Béla gyűjtötte Békésgyulán 1906-ban.